# Archives of American Art

Logo Archives of American Art

Archives of American Art – archiwum w Waszyngtonie, poświęcone historii sztuk plastycznych w Stanach Zjednoczonych, założone w 1954 roku przez Edgara P. Richardsona, późniejszego dyrektora Detroit Institute of Arts i Lawrence’a A. Fleischmana. Archiwa są dziś wiodącym na świecie i najszerzej wykorzystywanym ośrodkiem badawczym poświęconym gromadzeniu, ochronie i zapewnieniu dostępu do źródeł pierwotnych, dokumentujących historię sztuk plastycznych w Ameryce.

## Historia
Archiwa Sztuki Amerykańskiej, założyli w 1954 roku w Detroit  Edgar P. Richardson, ówczesny dyrektor Detroit Institute of Arts i Lawrence A. Fleischman, członek zarządu DIA i kolekcjoner sztuki. Początkowo instytucja miała służyć jako repozytorium mikrofilmów i dokumentów znajdujących się w innych instytucjach. Zadanie to szybko objęło gromadzenie i zabezpieczenie oryginalnych materiałów. W 1970 roku Archiwa zostały włączone w skład Smithsonian Institution, uczestnicząc w pomnażaniu zasobów wiedzy i jej rozpowszechnianiu. Archiwa są dziś wiodącym na świecie i najszerzej wykorzystywanym ośrodkiem badawczym poświęconym gromadzeniu, ochronie i zapewnieniu dostępu do źródeł pierwotnych, dokumentujących historię sztuk plastycznych w Ameryce.

## Zbiory
Zasoby Archiwów to ponad 20 000 000 listów, pamiętników i scrapbookingów artystów, marszandów i kolekcjonerów, rękopisów krytyków i badaczy, dokumentacji działalności i finansów muzeów, galerii, szkół i stowarzyszeń, fotografii postaci i wydarzeń światowych, szkiców i szkicowników, rzadkich materiałów drukowanych, filmów, nagrań audio i wideo, a także największy zbiór ustnych historii na temat sztuki. Zasoby te nieustannie rosną. Jego kuratorzy podróżują po kraju poszukując dokumentów współczesnych artystów, marszandów i kolekcjonerów, po nabyciu nowych kolekcji są one opracowywane przez zawodowych archiwistów. Zasoby Archiwów służą źródło rozpraw naukowych, wystaw, katalogów, artykułów i książek poświęconych sztuce amerykańskiej i tworzącym ją artystom.
Niektóre ze znaczących XX-wiecznych kolekcji dostępnych w Archiwach znajdują się w zbiorach Leo Castelli Gallery, Holly Solomon Gallery, Makbet Gallery, Downtown Gallery i Betty Parsons Gallery. Inne zbiory to dokumenty Walta Kuhna dotyczące wystawy Armory Show z 1913 roku, dokumenty Edward Bruce’a i Holgera Cahilla, dokumentacja programów artystycznych z okresu New Deal, dokumenty osobiste Rockwella Kenta, Josepha Cornella, Louise Nevelson, Jacksona Pollocka i Arthura Dove'a, Williama Page’a, Jervisa McEntee, George’a Catlina, Hirama Powersa oraz sfilmowane zbiory korespondencji Thomasa Cole’a, Winslowa Homera, Ashera Browna Duranda, Johna Frederica Kensetta, Mary Cassatt i Jamesa McNeilla Whistlera. Zasoby archiwum są opisane w systemie informacyjnym Smithsonian Institution, Smithsonian Institution Research Information System (SIRIS), dostępnym na stronie internetowej Archiwów. Również w Internecie dostępnych jest ponad 100 kolekcji. Kopie mikrofilmów z wielu kolekcji są dostępne w biurach Archiwów oraz w drodze wypożyczania międzybibliotecznego. Archiwa wydają również periodyk Archives of American Art.

## Ośrodki badawcze
- Archives of American Art przy 750 9th Street w Waszyngtonie,
- Ośrodek przy 1285 Avenue of the Americas w Nowym Jorku[3].

## Ośrodki badawcze stowarzyszone
Wolny od ograniczeń dostęp do kopii mikrofilmów Archiwów:
- Research Library przy Amon Carter Museum of American Art (Fort Worth)
- Boston Public Library (Boston)
- De Young Museum (San Francisco)
- Huntington Library (San Marino)

## Galeria

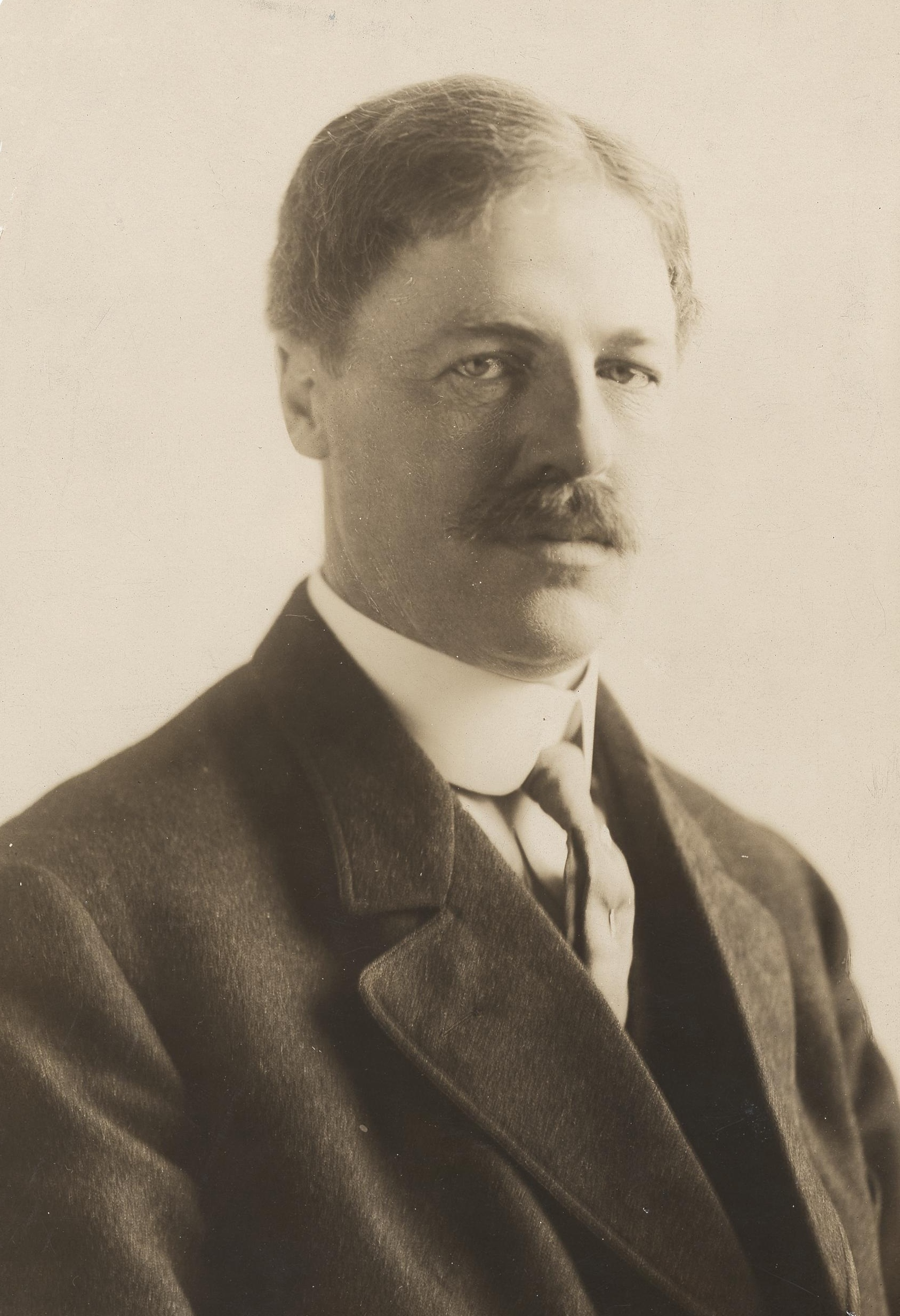
Frank Weston Benson, ok. 1895, fotograf: Haeseler
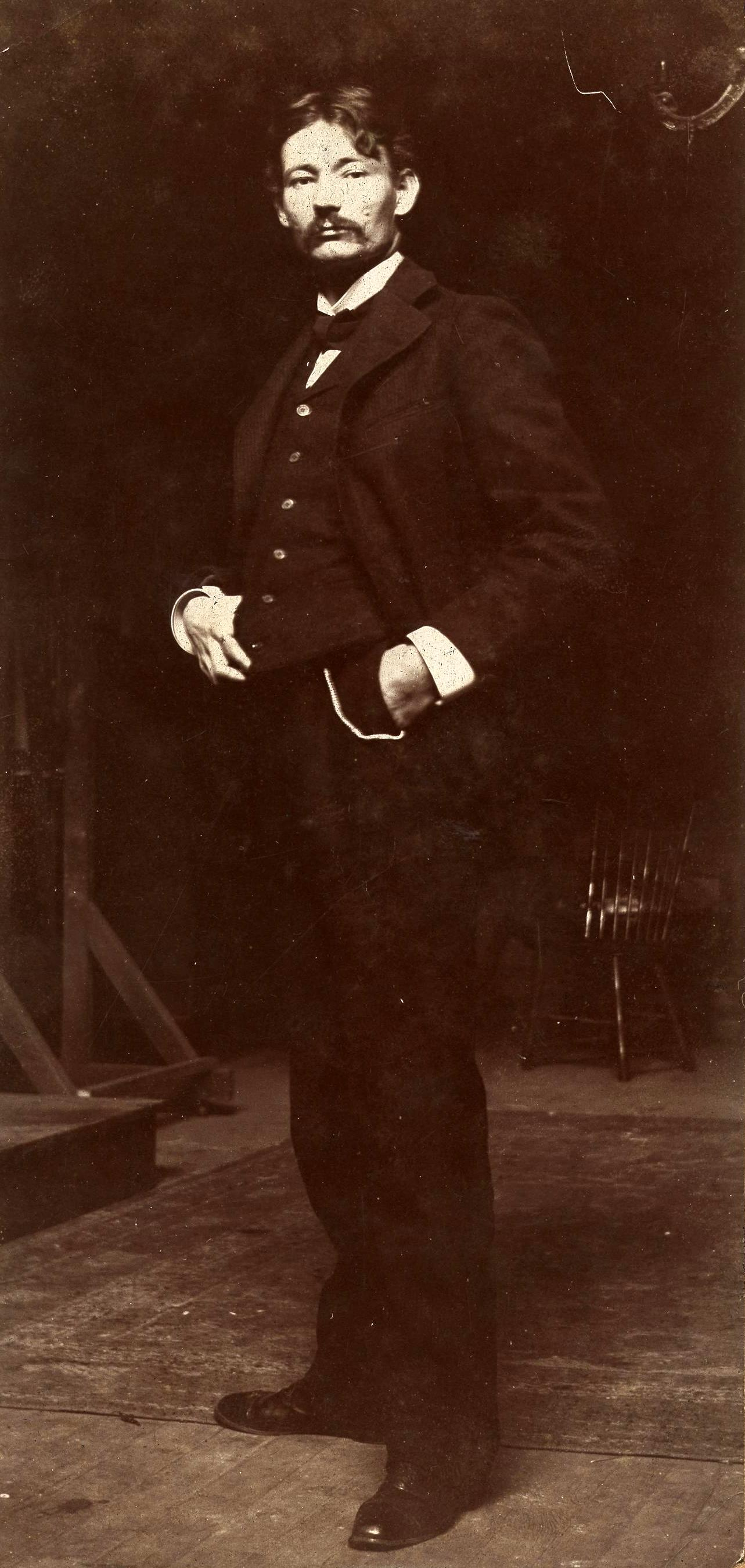
Robert Henri, ok. 1897
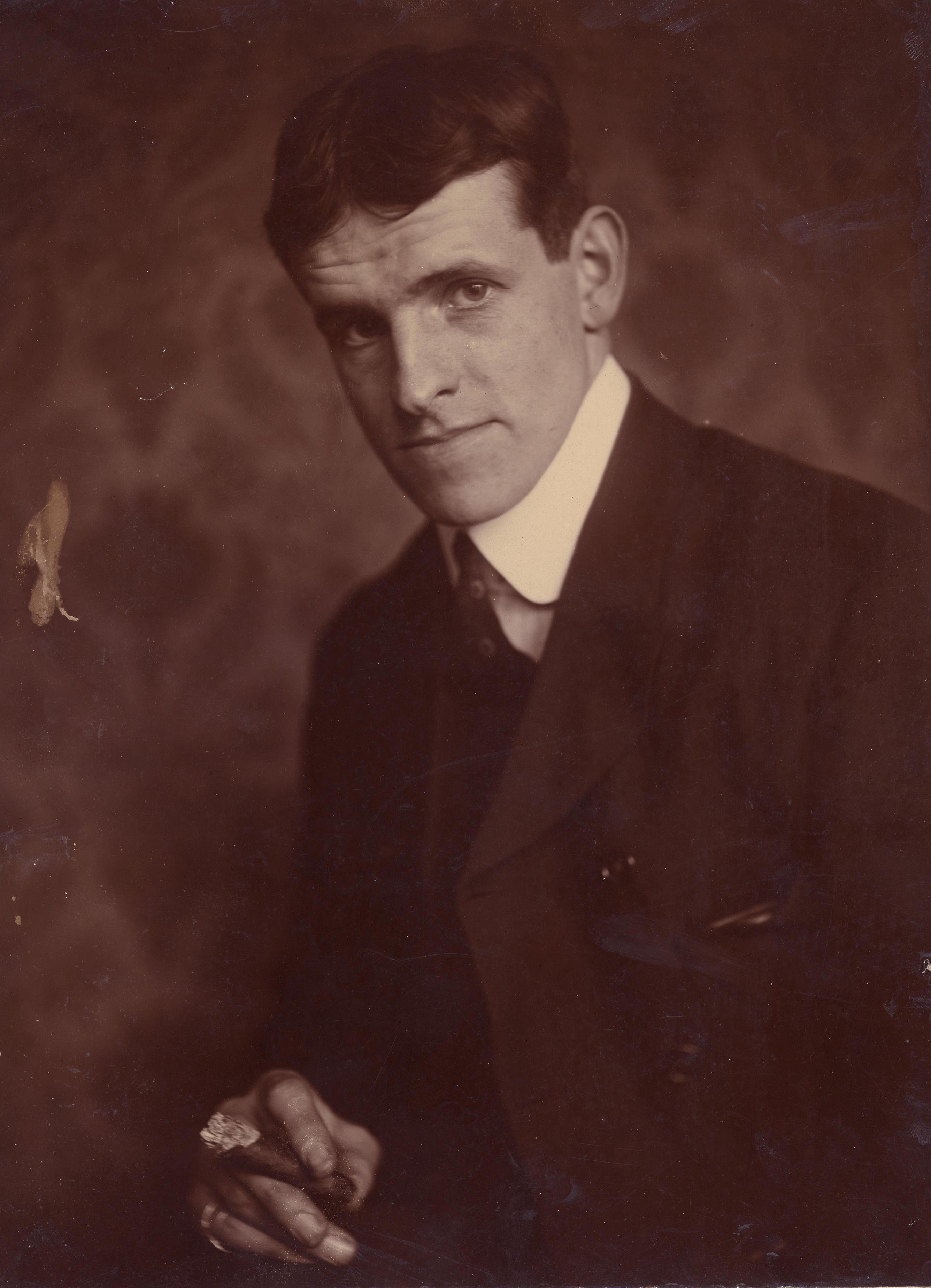
Jack Butler Yeats, 1904, fotograf: Alice Boughton
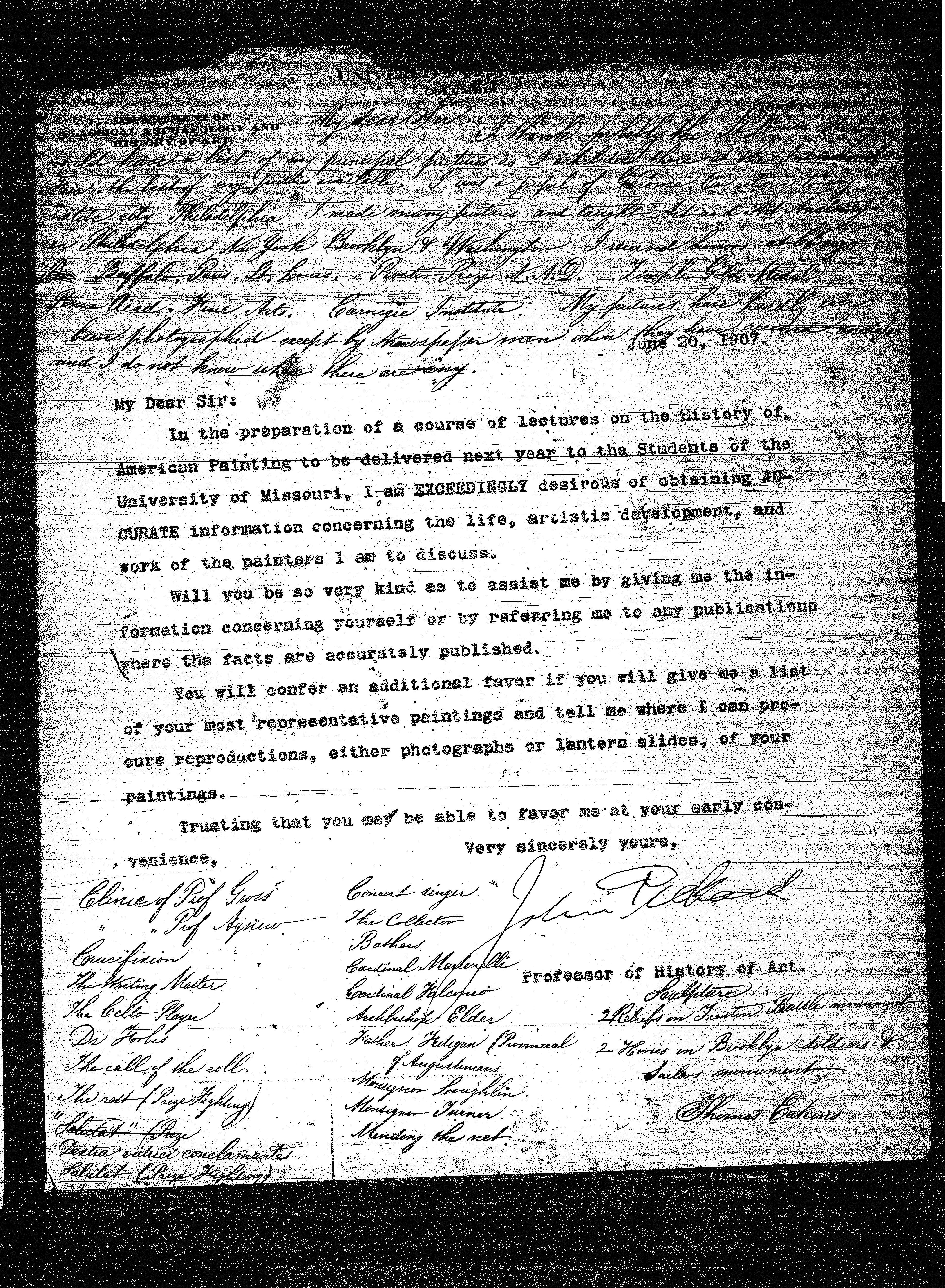
List Johna Pickarda do Thomasa Eakinsa, 1907,
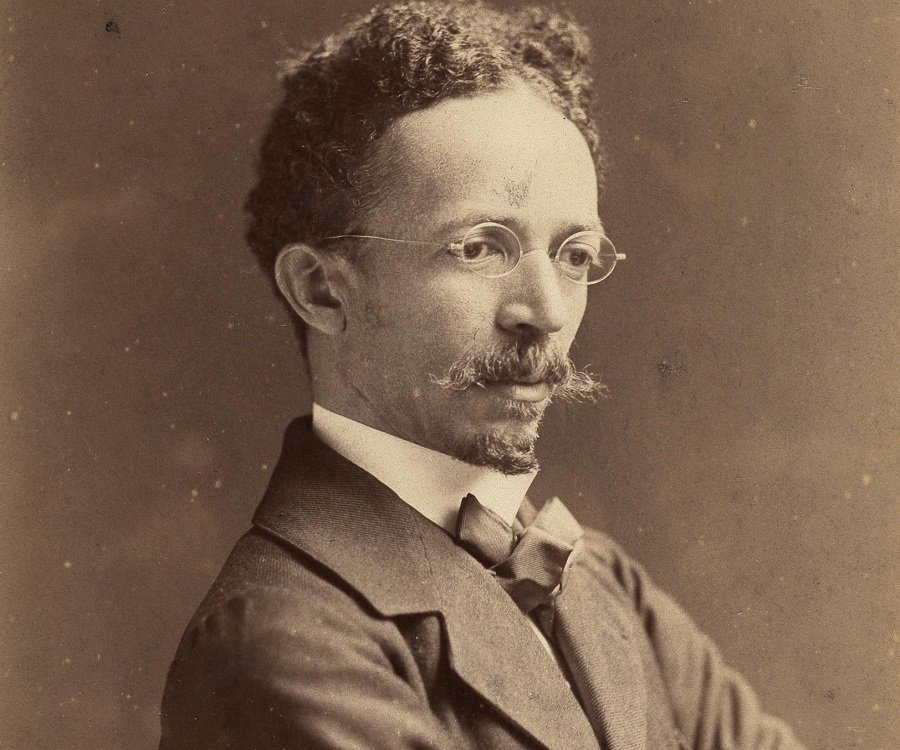
Henry Ossawa Tanner, 1907, fotograf: Frederick Gutekunst
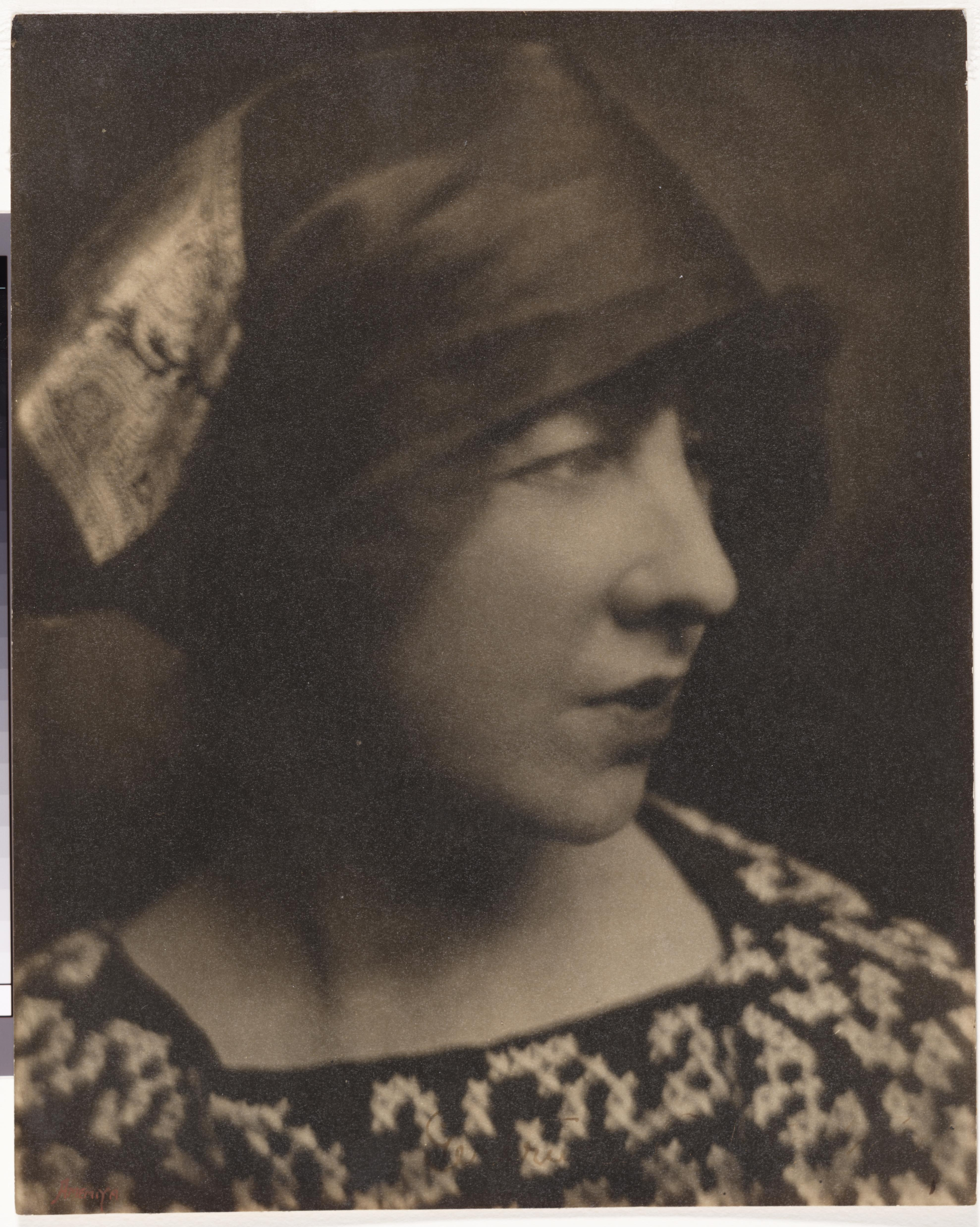
Gertrude Vanderbilt Whitney, ok. 1910, nieznany fotograf
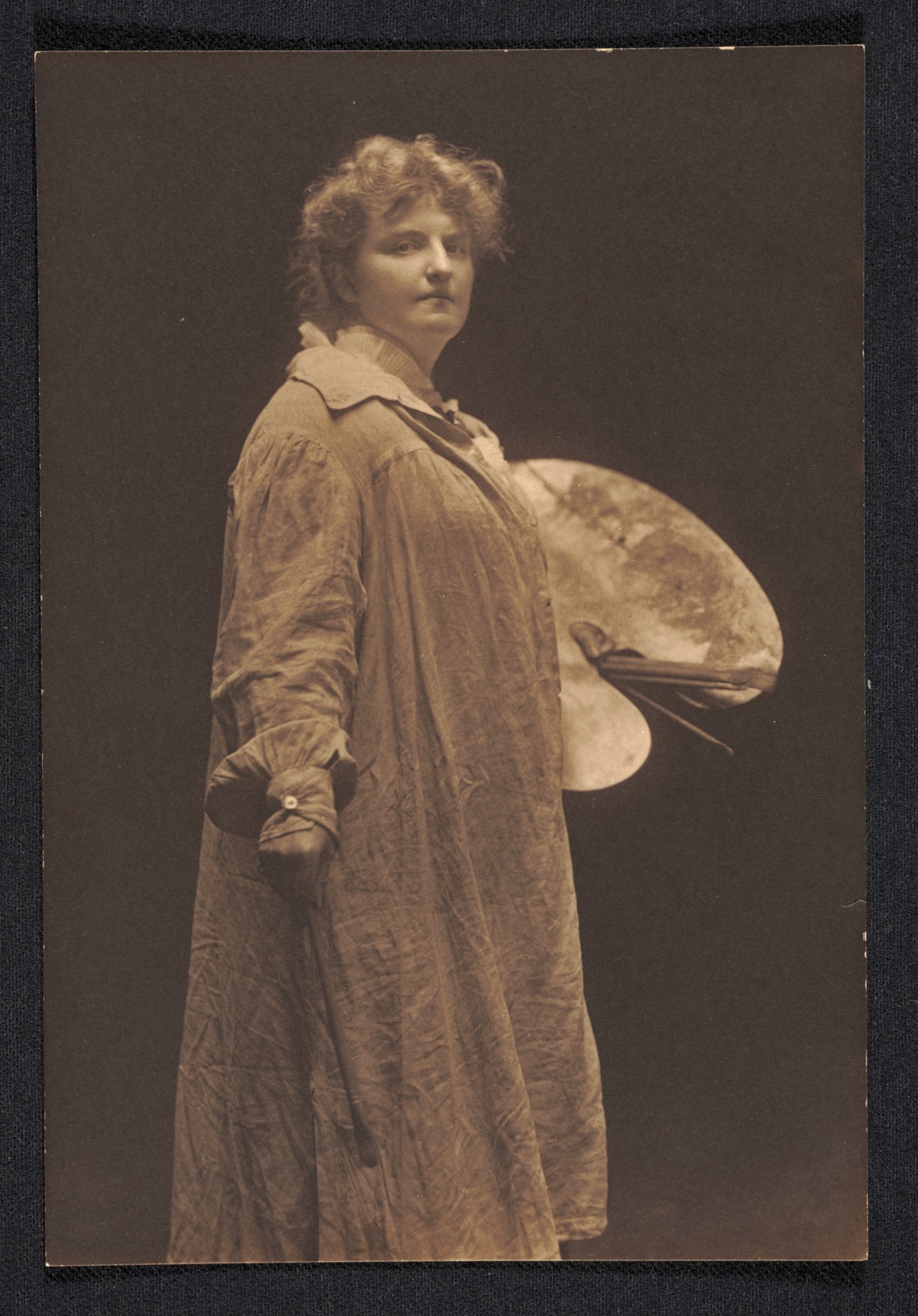
Katherine Sophie Dreier, ok. 1910, nieznany fotograf
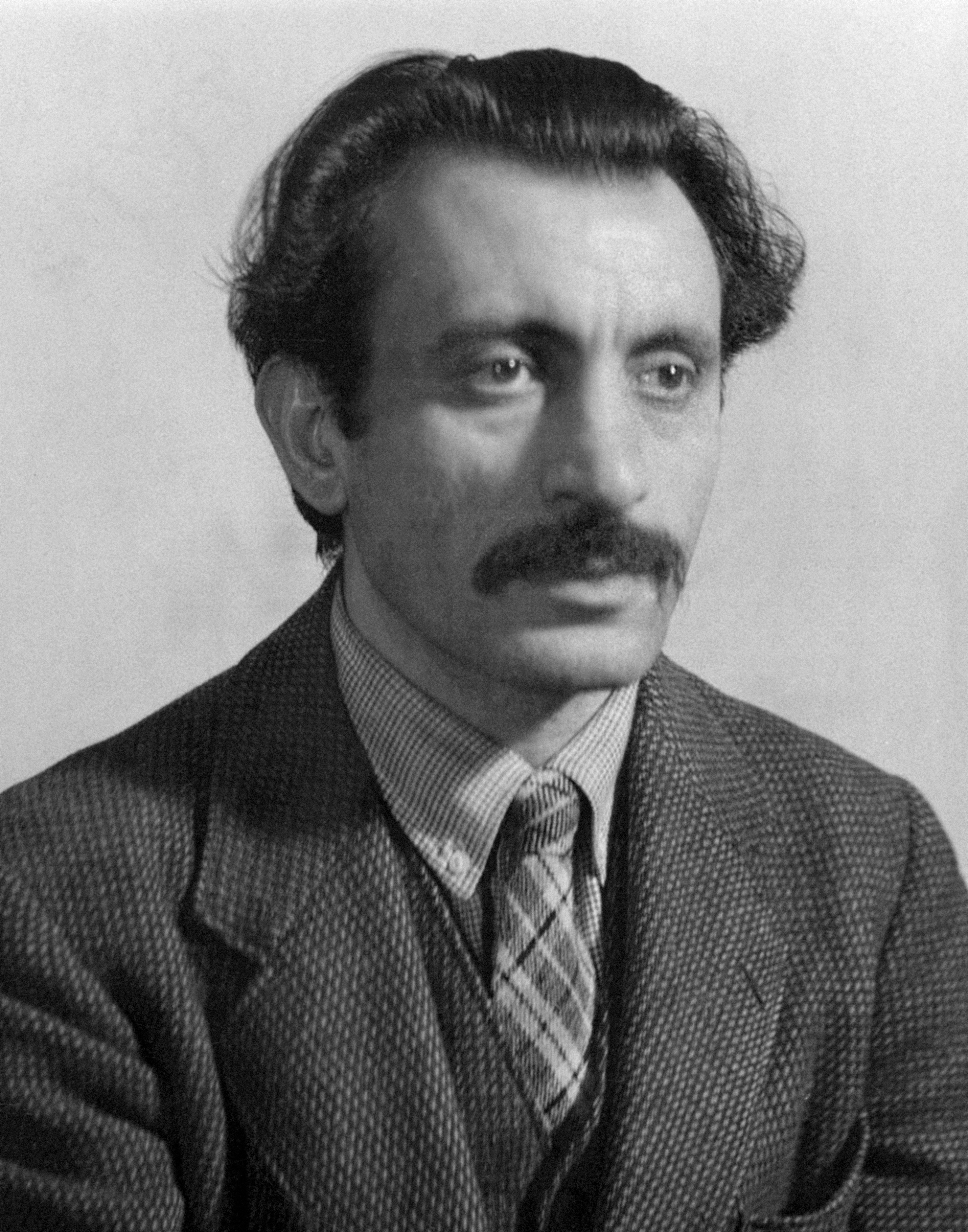
Arshile Gorky, 1936, fotograf: Von Urban
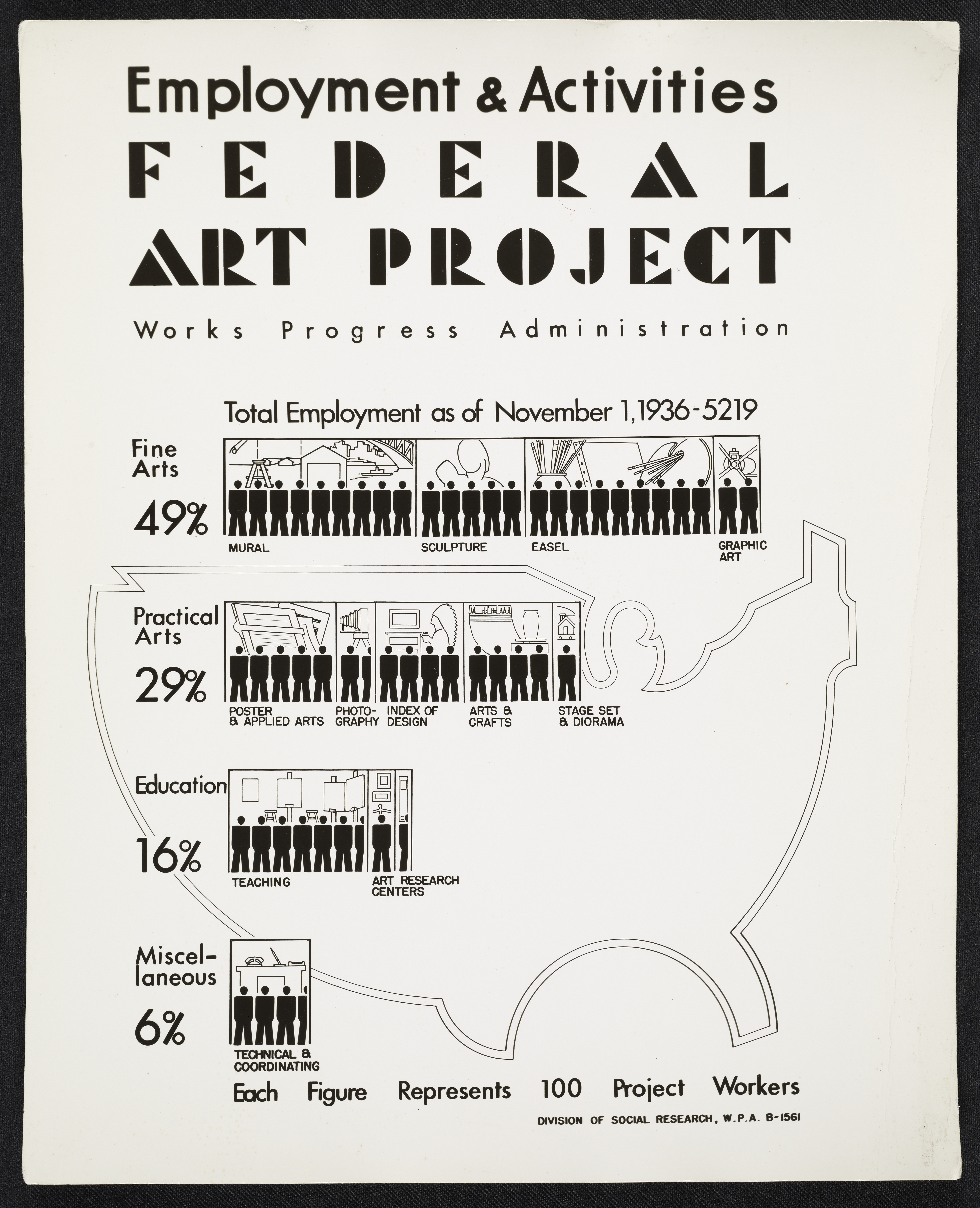
Plakat “Zatrudnienie i działalność”, wykonany na zlecenie Works Progress Administration, 1936
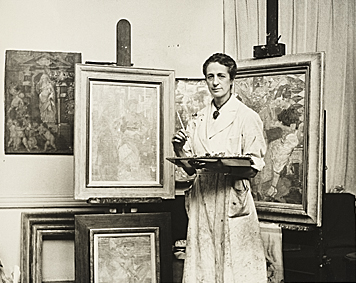
Isabel Bishop, 1959, fotograf: Budd Studio